# Get Into It (Yuh)
«Get Into It (Yuh)» es una canción de la rapera y cantante estadounidense Doja Cat de su tercer álbum de estudio Planet Her (2021). Fue lanzado como el quinto y último sencillo del álbum a través de Kemosabe y RCA Records. Tras el lanzamiento del álbum, entró en varias listas de música internacionales debido a que se volvió viral en la aplicación para compartir videos TikTok.

## Composición y letras
Una canción de rap «chillona» con una producción «glitchy», «centelleante» y «peculiar» influenciada por el dancehall y el bubblegum pop, «Get Into It (Yuh)» es un tributo a la rapera trinitense Nicki Minaj, a quien Doja Cat agradece directamente por «allanar el camino para su pulida carrera de pop-rap» diciendo «¡Gracias Nicki, te amo!» hacia el final de la canción. A lo largo de la canción, toma prestado el flujo rápido y único que Minaj usó comúnmente en su carrera temprana e incluso interpola la letra «Got that big rocket launcher» de su single debut de 2010 «Massive Attack». Poco después del lanzamiento de la canción, Minaj reveló en una conversación de Twitter Space de un fan que Doja Cat originalmente le había pedido que apareciera en la canción, pero rechazó la colaboración porque pensaba que no podía traer nada único y mejorar la canción. Minaj le había pedido al equipo de Doja que le enviara otra canción, pero nunca lo hicieron.

## Recepción de la crítica
«Get Into It (Yuh)» recibió elogios tras su lanzamiento, y los críticos a menudo lo comparan con el trabajo de Nicki Minaj y Playboi Carti. Consequence describió el tema como «fanfarrón», mientras que Clash lo llamó «juguetón». DIY cita la pista como un punto culminante «con mucha vibra», que complementa el «estilo de rapeo ardiente» de Doja Cat. Sputnikmusic fue menos positivo, doblando la producción de la canción como una «excusa para irritar la repetición».
Charli XCX nombró a «Get Into It (Yuh)» la canción del año que «absolutamente nadie [podría] encabezar [...] en 2021».

## Desempeño comercial
«Get Into It (Yuh)» debutó en el Billboard Hot 100 de EE. UU. en el número 93 en la semana del 10 de julio de 2021. Un baile, coreografiado por David Vu en TikTok, subido a fines de julio, impulsó un impulso en el streaming, lo que provocó que la pista volviera a ingresar a la lista a los 75 aproximadamente dos meses después, en la semana del 28 de agosto de 2021, y ya para el 18 de julio de 2022 había alcanzado su peak en el número 20. Además de su éxito en los Estados Unidos, la pista también ha alcanzado el top 40 en Canadá y Nueva Zelanda.

## Posicionamiento en listas
| Listas (2021)                          | Mejor posición |
| -------------------------------------- | -------------- |
| Australia (ARIA)                       | 49             |
| Canadá (Canadian Hot 100)              | 39             |
| Estados Unidos (Billboard Hot 100)     | 20             |
| Estados Unidos (Hot R&B/Hip-Hop Songs) | 24             |
| Global 200 (Billboard)                 | 41             |
| Grecia (IFPI)                          | 33             |
| Irlanda (IRMA)                         | 34             |
| Lituania (AGATA)                       | 68             |
| Nueva Zelanda (Recorded Music NZ)      | 18             |
| Portugal (AFP)                         | 82             |
| Sudáfrica (RISA)                       | 32             |
| Suecia Heatseeker (Sverigetopplistan)  | 19             |
| Reino Unido (UK Singles Chart)         | 41             |